# Zgniłocha
Zgniłocha (deutsch Gimmendorf) ist ein Dorf in der polnischen Woiwodschaft Ermland-Masuren. Es gehört zur Gmina Purda (Landgemeinde Groß Purden) im Powiat Olsztyński (Kreis Allenstein).

## Geographische Lage
Zgniłocha liegt südlich des Gimmen-Sees (polnisch Jezioro Gim) in der südwestlichen Mitte der Woiwodschaft Ermland-Masuren, 24 Kilometer nördlich der früheren Kreisstadt Neidenburg (polnisch Nidzica) bzw. 24 Kilometer südöstlich der heutigen Kreismetropole Olsztyn (deutsch Allenstein).

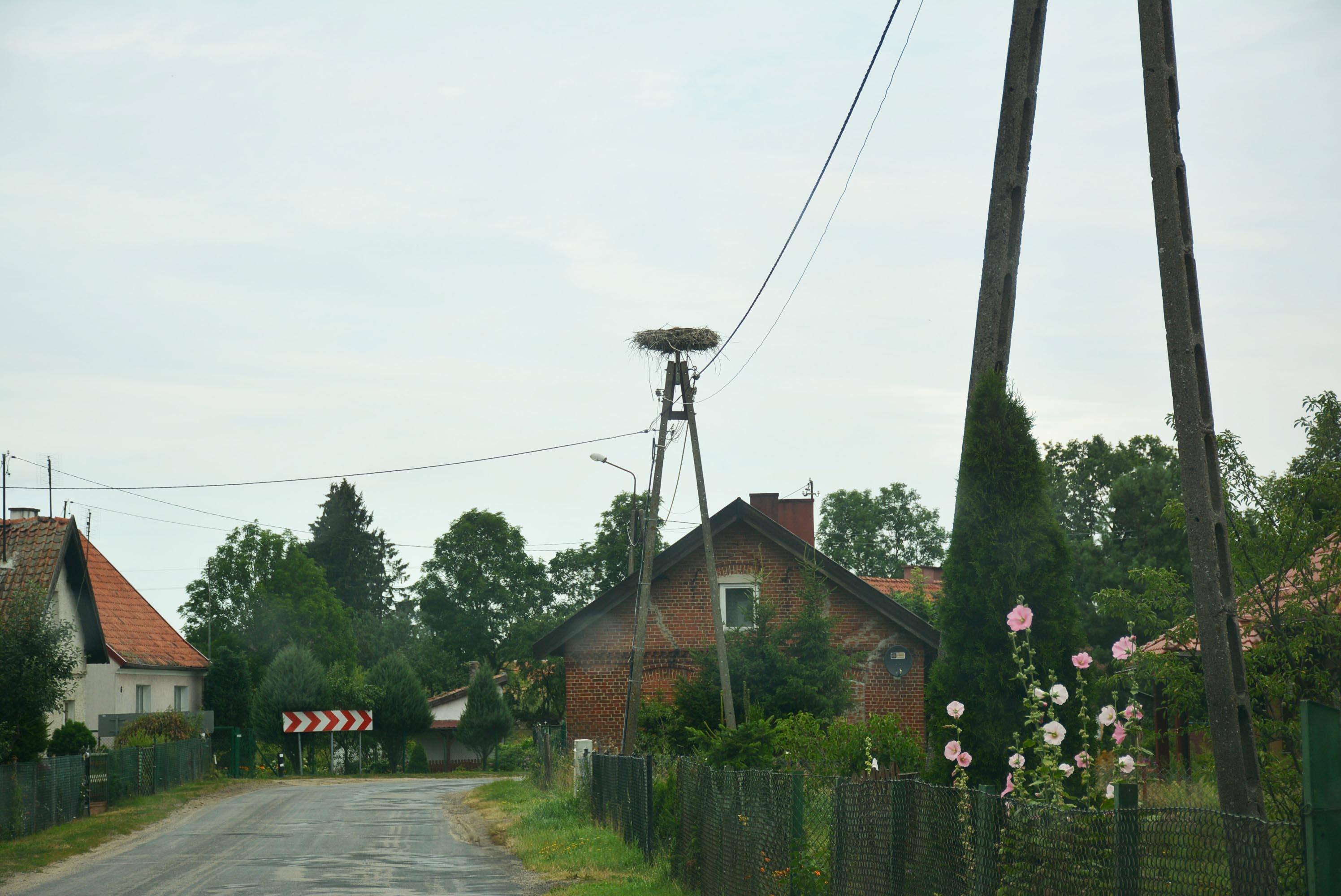
Dorfstraße mit Storchennest in Zgniłocha

## Geschichte
Gimmendorf wurde um 1696 gegründet und erfuhr später aufgrund seiner zwei Ziegeleien überregionale Bedeutung. Zwischen 1874 und 1945 war die Landgemeinde Gimmendorf in den Amtsbezirk Balden (polnisch Bałdy) im ostpreußischen Kreis Neidenburg eingegliedert.
350 Einwohner waren im Jahre 1910 in Gimmendorf registriert. Ihre Zahl stieg bis 1933 auf 396 und belief sich 1939 auf 370.
Mit dem gesamten südlichen Ostpreußen kam Gimmendorf 1945 in Kriegsfolge zu Polen. Das Dorf erhielt die polnische Namensform „Zgniłocha“ und ist heute – als Sitz eines Schulzenamtes (polnisch Sołectwo) – eine Ortschaft im Verbund der Landgemeinde Purda (Groß Purden) im Powiat Olsztyński (Kreis Allenstein), bis 1998 der Woiwodschaft Olsztyn, seither der Woiwodschaft Ermland-Masuren zugehörig. Im Jahre 2011 zählte Zgniłocha 158 Einwohner.

## Kirche
Gimmendorf war bis 1945 in die evangelische Kirche Kurken (polnisch Kurki) in der Kirchenprovinz Ostpreußen der Kirche der Altpreußischen Union, außerdem in die römisch-katholische Kirche Wuttrienen (polnisch Butryny) im Bistum Ermland eingepfarrt.
Heute gehört Zgniłocha zur evangelischen Kirchengemeinde in Olsztynek (Hohenstein), einer Filialgemeinde der Pfarrei in Olsztyn (Allenstein) in der Diözese Masuren der Evangelisch-Augsburgischen Kirche in Polen, ebenso weiterhin zur katholischen Kirche Butryny, die jetzt dem Erzbistum Ermland zugeordnet ist.

## Verkehr
Zgniłocha liegt am Endpunkt der von Olsztyn kommenden Woiwodschaftsstraße 598, die hier in die verkehrsreiche Landesstraße 58 (Olsztynek–Szczuczyn) einmündet. Einen Bahnanschluss gibt es nicht.